# Суханов, Владимир Никифорович
Владимир Никифорович Суханов — советский хозяйственный, государственный и политический деятель, Герой Социалистического Труда.

## Биография
Родился в 1925 году в селе Бакалы. Член КПСС.
Участник Великой Отечественной войны в составе 135-го гаубичного артиллерийского полка 63-й гаубичной артиллерийской бригады 22-й артиллерийской дивизии. С 1947 года — на хозяйственной, общественной и политической работе. В 1947—1985 гг. — машинист горного комбайна шахты № 77 комбината «Кадиевуголь» Министерства угольной промышленности Украинской ССР в Ворошиловградской области.
Указом Президиума Верховного Совета СССР от 30 марта 1971 года присвоено звание Героя Социалистического Труда с вручением ордена Ленина и золотой медали «Серп и Молот».
Умер в Кировске Луганской области в 1994 году.